# Největší show pod sluncem
Největší show pod sluncem: Důkazy evoluce (v anglickém originále The Greatest Show on Earth: The Evidence for Evolution) je kniha evolučního biologa Richarda Dawkinse z roku 2009, která popisuje důkazy evoluce. V češtině ji v roce 2011 vydala nakladatelství Argo a Dokořán. Je to Dawkinsova desátá kniha, která následuje po Božím bludu (2006) a Příběhu předka (2004). V prvním týdnu po vydání se dostala na první místo žebříčku bestsellerů sestavovaném novinami The Sunday Times, když měla více než dvojnásobek prodejů než druhá kniha v žebříčku. Byla také vydána audiokniha, kterou namluvila Dawkinsova manželka Lalla Wardová.

## Obsah
Tato kniha je mým osobním shrnutím důkazů, že „teorie“ evoluce je ve skutečnosti faktem, a to stejně nepopiratelným jako jakýkoli jiný vědecký fakt, třeba že Země obíhá okolo Slunce.
Richard Dawkins, Největší show pod sluncem, strana 9
Kniha je rozdělena do třinácti kapitol, které mají (v českém vydání) dohromady zhruba 350 stran a za nimiž následuje dodatek Popírači historie.
1. Pouhá teorie?
2. Psi, krávy a kedlubny
3. K makroevoluci snadno a rychle
4. Hodiny evoluční biologie
5. Přímo před našima očima
6. Chybějící článek? Co tím myslíte, chybějící?
7. Chybějící postavy? Už ne!
8. Zvládli jste to sami a za devět měsíců
9. Archa kontinentů
10. Strom příbuzenství
11. Historie zapsaná všude kolem nás
12. Závody ve zbrojení a evoluční teodicea
13. Shledávám určitou velkolepost v tomto pohledu na život...